# Renouveau de la Défense
 (novembre 2014).
Si vous disposez d'ouvrages ou d'articles de référence ou si vous connaissez des sites web de qualité traitant du thème abordé ici, merci de compléter l'article en donnant les références utiles à sa vérifiabilité et en les liant à la section « Notes et références ».
 (avril 2017).
Le « Renouveau de La Défense » est un projet mené par l'EPAD, puis l'EPADESA pour moderniser et développer le quartier d'affaires de La Défense, entre 2006 et 2019. L'enjeu pour l'EPADESA est de maintenir l'attractivité du site de la Défense, notamment pour faire face à la concurrence entre quartiers d'affaires.

## Opération prévues
Concernant les bureaux :

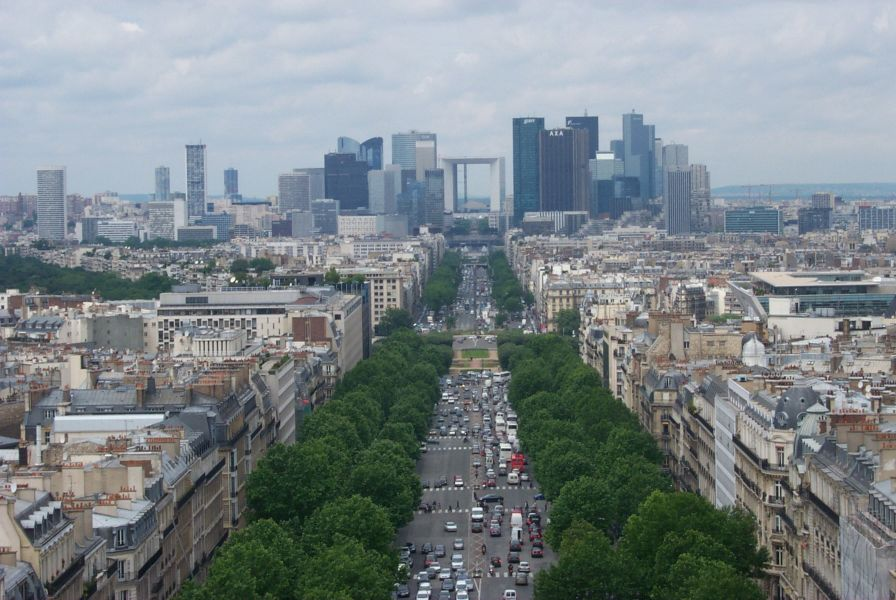
La Défense dans l'axe historique en 1999.

- rénovation, réhabilitation de certaines tours (tour First, ex tour Axa, par exemple) ;

- destruction de tours anciennes ;

- construction de 850 000 m²  de bureaux (500 000 m² neuf et 350 000 m² reconstruits), notamment grâce à la réalisation de plusieurs tours :
  - Certains projets sont achevés :
    - La Tour Majunga, livrée en 2014, d'une hauteur de 195 m.
    - La Tour Carpe Diem, livrée en septembre 2013, d'une hauteur de 166 m.
    - La Tour Eqho a un revêtement neuf depuis 2012.
    - L'hôtel Mélia (ex-City View, ex-Radisson, ex-Méridien), livré en 2014, d'une hauteur de 80 m.
    - La Tour D2, livrée en décembre 2014, d'une hauteur de 180 m.
    - La Tour Allianz One a reçu une rénovation extérieure entre 2012 et 2015 à la suite de son rachat par Allianz.
    - La Tour Alto, d'une hauteur de 160 m, livrée en 2020.

  - D'autres sont en cours, dont un projet de grande hauteur (plus de 300 mètres) :
    - La Tour Trinity, d'une hauteur antenne comprise de 167 m, qui doit être livrée à l'automne 2021.
    - Les tours Sisters, d'une hauteur de 229 m et 131 m, sont actuellement en construction depuis 2017 pour une livraison en 2025.
    - les tours jumelles Hermitage Plaza, de 320 mètres de hauteur chacune, sur les bords de la Seine, près de la Défense, et dont la construction devrait débuter en 2021, devrait être livrées en 2027 au plus tôt.

  - Enfin, certains projets ont été annulés :
    - La tour Signal de Jean Nouvel, d'une hauteur prévue de 301 mètres, a été annulée en 2010.
    - La construction de la Tour Generali de 90 000 m² et d'une hauteur de 318 m a été annoncée par la compagnie d'assurance Generali en octobre 2006. Elle a été, après un rabais de hauteur en 2010 à 265 m, annulée en 2011 à cause d'un manque de financement de la part de l'investisseur.
    - Le projet de la Tour Phare, d'une hauteur d'environ 300 m et située non loin du CNIT, est confirmé par la société immobilière Unibail en novembre 2006, pour une livraison prévue en 2018. Mais le projet est annulé en 2015 au profit des tours Sisters, plus petites.
    - La Tour AVA, d'une hauteur de 142 m, projet annulé à cause de recours, au profit d'une restructuration de l'immeuble existant.
    - La Tour Air², d'une hauteur de 202 m, projet abandonné en 2018 au profit d'une restructuration de la tour Aurore.

Concernant les logements :
- réhabilitation de logements vétustes ;
- construction de 110 000 m² de nouveaux logements.

Concernant la vie à la Défense :
- restructuration du CNIT et des Quatre Temps ;
- humanisation du boulevard circulaire en boulevard urbain ;
- amélioration de la convivialité des espaces publics, notamment en aménageant des espaces verts.

Concernant les transports :
- prolongement souterrain du RER E, de Saint-Lazare à la Défense et au-delà ;
- liaison directe avec les aéroports Roissy et Orly sera faite grâce au Grand Paris Express;
- amélioration de l'accessibilité routière.